# 正相塔
24°03′17″N 115°10′08″E / 24.05472°N 115.16889°E
正相塔位于中国广东省龙川县佗城镇，是一座宋代楼阁式砖塔，1962年被列为广东省文物保护单位。因佗城镇另有明代砖塔，故又称老塔。
正相塔始建于唐开元三年（715年），原名开元塔，宋代重修，南宋开庆元年（1259年）左丞相吴潜被贬谪后住在塔下，故改称正相塔。正相塔是六角七层楼阁式砖塔，原高30.1米，1959年修缮后高32.2米。塔腔为壁内折上式结构，塔身各层用菱角牙砖与挑檐砖相间叠涩出檐。檐下有仿木斗栱，五铺作三抄重栱，斗栱下设阑额，无普柏枋。